# Échebrune
Échebrune là một xã trong tỉnh Charente-Maritime trong vùng Nouvelle-Aquitaine, tây nam nước Pháp. Xã Échebrune nằm ở khu vực có độ cao từ 29-107 mét trên mực nước biển.